# ایماترا
ایماترا (انگلیسی: Imatra) یکی از شهرهای فنلاند است.

## نگارخانه

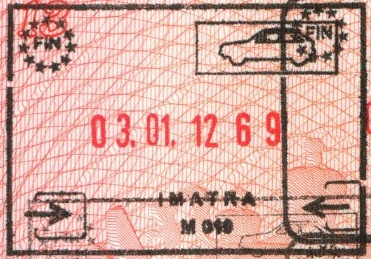
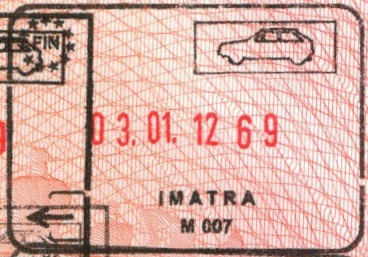